# Prince Albert
Prince Albert és la tercera ciutat més gran de Saskatchewan, Canadà. És a prop del centre de la província, a la vora del Riu Saskatchewan North. La ciutat és coneguda com la "Porta al Nord", perquè és l'últim centre important al llarg de la ruta als recursos del nord de Saskatchewan. El Parc Nacional Prince Albert es troba just a 51 kilòmetres al nord de la ciutat i conté una gran quantitat de llacs, boscos i vida silvestre. La ciutat en si està situada en una zona de transició entre els biomes Aspen parkland i taigà. Prince Albert està vorejada pel municipi rural de Prince Albert Núm. 461 i el municipi rural de Buckland Núm. 491

## Història

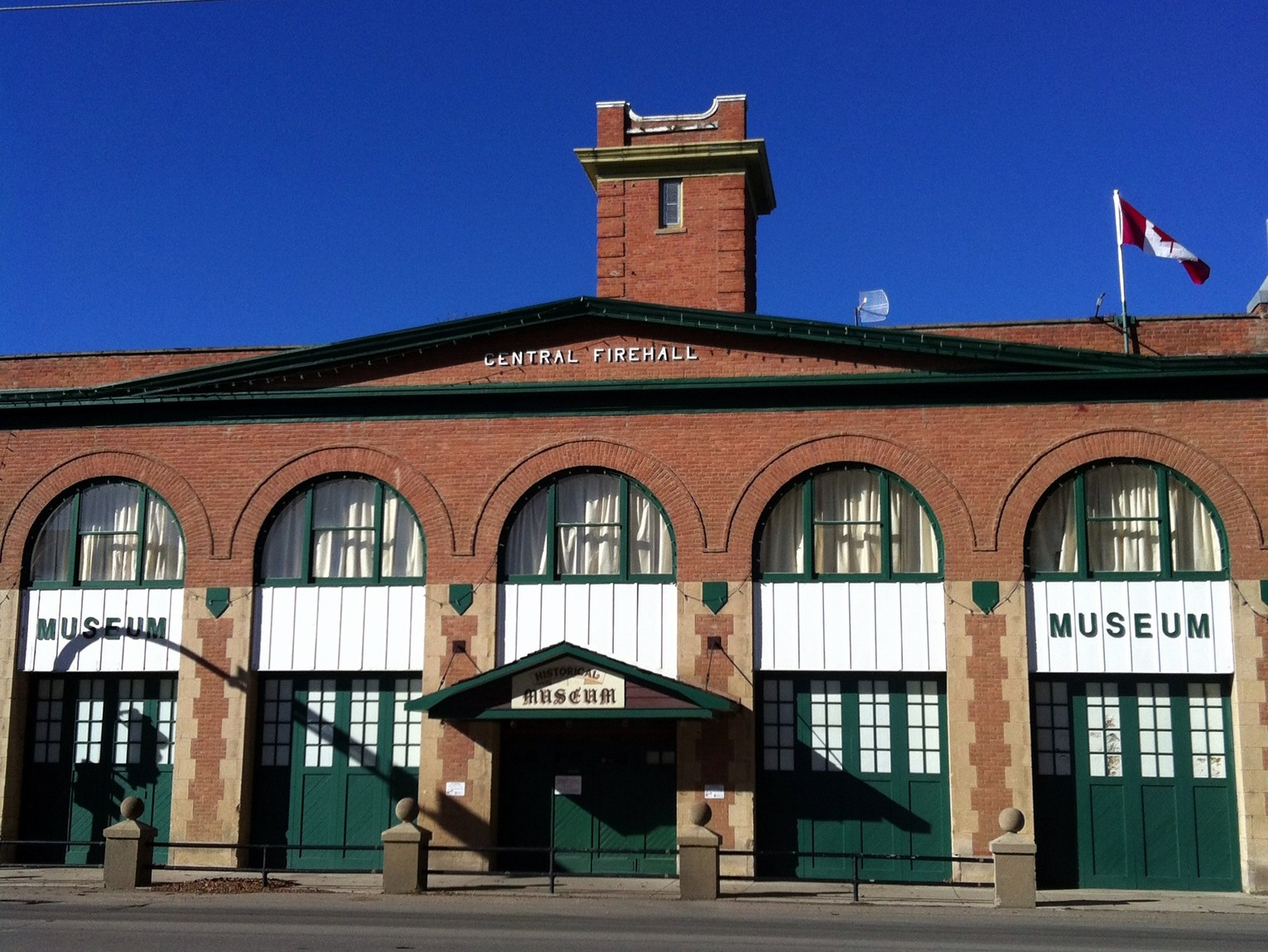
Museu d'Història de Prince Albert.

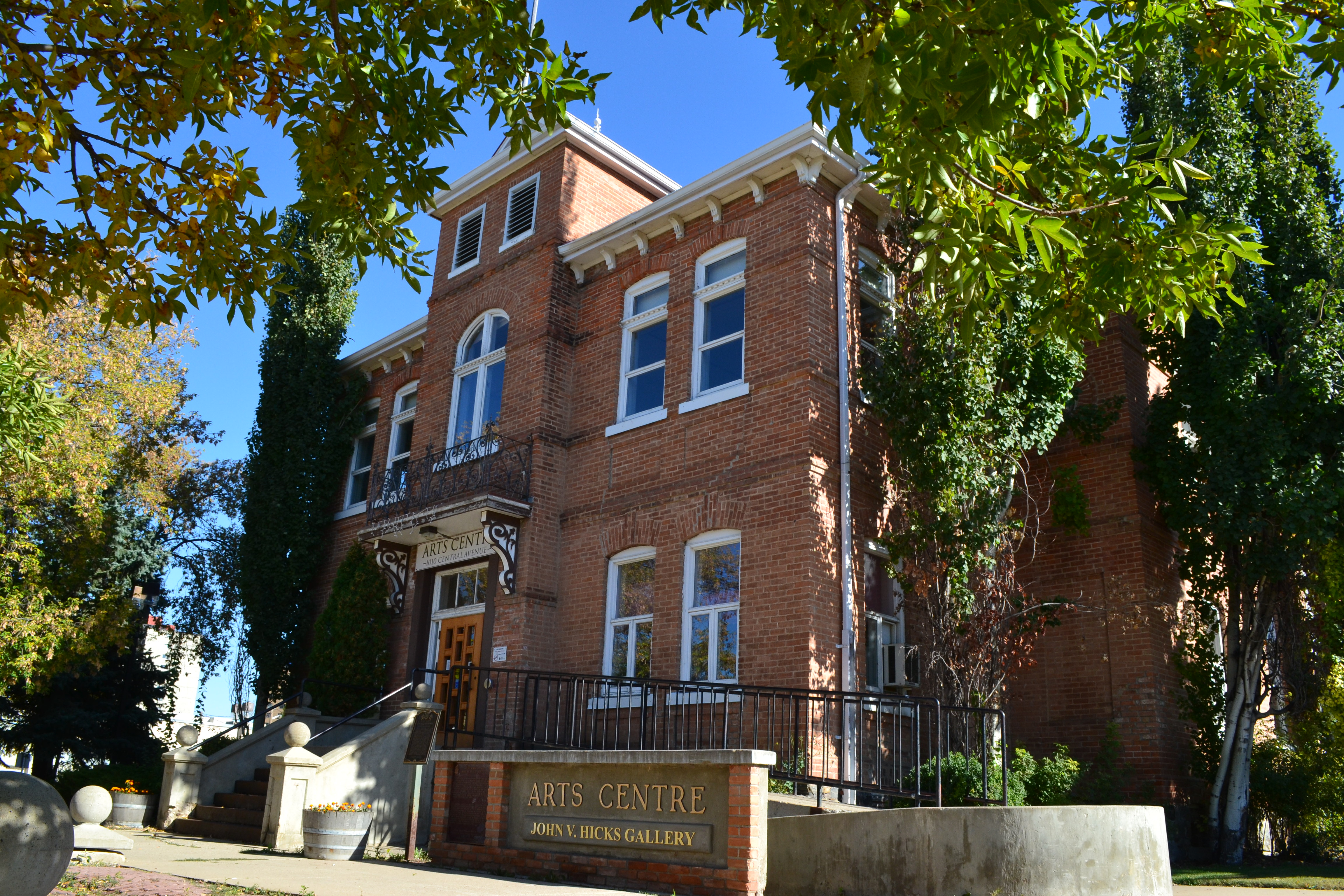
Centre d'Arts Prince Albert (foto per Carolyn Carleton).

L'àrea fou anomenada pels cree com a kistahpinanihk, traduïble com lloc bonic per a seure, un gran lloc de trobada o lloc de trobada El nom assiniboine és wazíyam wákpa.
El primer home blanc que viatjà a l'àrea que ara és el Prince Albert fou Henry Kelsey en 1692. El primer establiment a la zona va ser un lloc comercial creay el 1776 pel Peter Pond. James Isbister, un empleat anglo-métis de la Companyia de la badia de Hudson, es va instal·lar en el lloc de la ciutat actual en 1862. Hi va conrear fins a 1866, i se li van unir un nombre de famílies que anomenaren el lloc assentament d'Isbister.
La comunitat va rebre un impuls en 1866 quan el reverend James Nisbet, un ministre presbiterià canadenc va arribar a establir una missió religiosa per als cree. Nisbet anomenà la missió en honor d'Albert de Saxònia-Coburg Gotha, espòs de la reina Reina Victòria del Regne Unit, qui havia mort en 1861. En 1879 l'Església Presbiteriana va portar Lucy Margaret Baker per tirar endavant l'escola de la missió local. Durant el mateix any, els francmaçons locals establiren la primera lògia a l'actual Saskatchewan: Lògia Kinistino No. 1, que encara existeix. "La Missió", l'assentament situat al centre, i "Porter Town", que es troba a l'oest, eren les dues comunitats que s'uniren per formar el que avui és Prince Albert.
L'assentament oriental de Prince Albert fou anomenat Goschen abans d'unir-se-li definitivament, tanmateix, East Prince Albert encara apareixia en un mapa de 1924.
En 1884 Honore Jaxon i James Isbister estaven involucrats en el moviment que va portar Louis Riel de tornada a Canadà. Riel va tornar dels Estats Units després d'un exili polític resultant de la rebel·lió de Red River de 1869–1870. Cinc-centes persones es van reunir per sentir parlar Riel un mes després del seu retorn.
A la Rebel·lió del Nord-oest del 1885, els Voluntaris de Prince Albert van rebre el major nombre de baixes en els combats de la batalla de Duck Lake. Els colons dels voltants es van refugiar amb la Policia Muntada del Nord-oest en una estacada improvisada a Prince Albert, per por a un atac de Gabriel Dumont, que mai es va produir. Després de la batalla de Batoche, el general Frederick Middleton va marxar a Prince Albert per alleujar la ciutat. Prince Albert va ser incorporada com a ciutat el mateix any sota el seu primer alcalde, Thomas McKay.
El primer robatori de diligència registrat en el que ara és Saskatchewan es va produir en 1886, quan un bandit solitari va atacar un carro prop de Prince Albert.
En 1904 l'assentament fou incorporat a la ciutat de Prince Albert. El seu tipus de govern és d'alcalde i consell municipal.
Prince Albert va ser la capital del Districte de Saskatchewan, una divisió administrativa regional del que llavors constituïen els Territoris del Nord-oest. El Districte de Saskatchewan es va formar el 8 de maig de 1882, i Prince Albert fou escollida com a capital. Això va acabar el 1905 quan es va convertir en la província de Saskatchewan i Regina va ser designada nova capital provincial.
El districte electoral federal de Prince Albert ha estat representat per tres primers ministres del Canadà:
- John Diefenbaker, 13è Primer Ministre (1957–1963), es va convertir en membre del parlament per Llac Centre en 1940, i quan aquesta circumscripció va ser abolida en 1952, representà Prince Albert des de 1953 fins a la seva mort en 1979.[13]
- William Lyon Mackenzie King 10è Primer Ministre, representà Prince Albert de 1926 a 1945.
- Sir Wilfrid Laurier 7è Primer Ministre, representà Prince Albert al districte provisional de Saskatchewan (encara part dels Territoris del Nord-oest) en 1896, abans de retornar al seu districte de Quebec East a finals del darrer any.[14]

Prince Albert fou un dels candidats rivals a seu de la Universitat de Saskatchewan o la Penitenciaria Federal de Saskatchewan. La universitat fou construïda a Saskatoon i la penitenciaria fou construïda a Prince Albert en 1911.

## Demografia
| Població per grup ètnic, 2011 | Població per grup ètnic, 2011 | Població per grup ètnic, 2011 |
| Grup ètnic                    | Població                      | Percent                       |
| ----------------------------- | ----------------------------- | ----------------------------- |
| Europeus                      | 24,315                        | 71%                           |
| Primeres Nacions              | 8,835                         | 258,0%                        |
| Métis                         | 5,380                         | 157,0%                        |
| Asiàtics                      | 1,000                         | 29,0%                         |
| Africans                      | 255                           | 7,0%                          |
| Total població                | 34.270                        | 100%                          |

Prince Albert té una de les més altes taxes de població aborigen en una ciutat canadenca, amb un 41,5%.
La major part dels habitants de Prince Albert són cristians (74,4%) o sense religió registrada (23,4%). La resta 2,2% manifesta tenir una altra religió.